# Myrtoessa
Myrtôessa (grekiska Μνρτωεσσα) var en najadnymf i grekisk mytologi. Hon bodde i en brunn i staden Megalopolis i Arkadien och hon var dotter till antingen Okeanos eller Alpheios.